# Кубок обладателей кубков ЕКВ среди женщин 1981/1982
10-й розыгрыш Кубка обладателей кубков ЕКВ среди женщин проходил с 12 декабря 1981 по 14 февраля 1982 года с участием 16 клубных команд стран-членов Европейской конфедерации волейбола. Победителем стала болгарская команда ЦСКА «Септемврийско Знаме» (София).

## Команды-участницы
| Страна       | Команда                            |
| ------------ | ---------------------------------- |
| Австрия      | «Пост» (Вена)                      |
| Бельгия      | «Хелиос» (Зонховен)                |
| Болгария     | ЦСКА «Септемврийско Знаме» (София) |
| Венгрия      | «Вашаш» (Будапешт)                 |
| Греция       | «Панатинаикос» (Афины)             |
| Испания      | «Испано-Франсез» (Барселона)       |
| Италия       | «Нельсен» (Реджо-нель-Эмилия)      |
| Нидерланды   | «Старлифт» (Ворбург)               |
| Португалия   | «Университариу ду Порту» (Порту)   |
| Румыния      | «Фарул» (Констанца)                |
| СССР         | «Динамо» (Москва)                  |
| Франция      | «Пари ЮК» (Париж)                  |
| ФРГ          | «Рюссельсхайм» (Рюссельсхайм)      |
| Чехословакия | «Славия» (Братислава)              |
| Швейцария    | «Лозанна» (Лозанна)                |
| Югославия    | «Црвена Звезда» (Белград)          |

## Система проведения розыгрыша
В турнире принимают участие команды 16 стран-членов ЕКВ (представители национальных чемпионатов или Кубков своих стран). Турнир состоит из двух раундов плей-офф и финального этапа. В раундах плей-офф команды делятся на пары и проводят между собой по два матча с разъездами. Победителем пары выходит команда, одержавшая две победы. В случае равенства побед победителем становится команда, имеющая лучшее соотношение партий по сумме обоих матчей. В случае равенства и этого показателя в дальнейшую стадию плей-офф выходит команда, имеющая лучшее соотношение игровых очков (мячей) по сумме матчей.
8 команд-участниц четвертьфинала плей-офф определяют четырёх участников финального этапа.
Финальный этап состоит из однокругового турнира, по результатам которого определяется итоговая расстановка мест.

## 1/8 финала
декабрь 1981
 «Фарул» (Констанца) —  «Славия» (Братислава)
.. декабря. 3:1 (15:3, 12:15, 15:6, 15:11).
.. декабря. 0:3.
 «Панатинаикос» (Афины) —  «Пари ЮК» (Париж)
.. декабря. 1:3 (7:15, 5:15, 15:13, 13:15).
.. декабря. 0:3.
 «Динамо» (Москва) —  «Вашаш» (Будапешт)
12 декабря. 3:0 (15:3, 15:1, 15:3).
.. декабря. 3:1.
 «Хелиос» (Зонховен) —  «Рюссельсхайм»
12 декабря. 0:3 (3:15, 7:15, 8:15).
19 декабря. 0:3.
 «Старлифт» (Ворберг) —  «Университариу ду Порту» (Порту)
12 декабря. 3:0 (15:2, 15:2, 15:10).
13 декабря. 3:0 (15:1, 15:7, 15:3).
 «Испано-Франсез» (Барселона) —  «Лозанна»
13 декабря. 0:3 (7:15, 4:15, 10:15).
20 декабря. 0:3 (1:15, 6:15, 2:15).
 «Црвена Звезда» (Белград) —  «Пост» (Вена)
19 декабря. 3:0.
20 декабря. 3:0 (15:3, 15:10, 15:7). Оба матча прошли в Белграде.
 «Нельсен» (Реджо-нель-Эмилия) —  ЦСКА «Септемврийско Знаме» (София)
13 декабря. 1:3 (7:15, 15:9, 8:15, 11:15).
19 декабря. 0:3 (5:15, 10:15, 9:15).

## Четвертьфинал
январь 1982
 «Динамо» (Москва) —  «Црвена Звезда» (Белград)
.. января. 3:1 (15:12, 15:5, 11:15, 15:8).
.. января. 3:0 (15:6, 15:5, 15:3).
 «Рюссельсхайм» —  «Старлифт» (Ворбург)
.. января. 3:2 (15:13, 15:6, 4:15, 11:15, 15:11).
.. января. 0:3 (4:15, 6:15, 9:15).
 «Лозанна» —  ЦСКА «Септемврийско Знаме» (София)
.. января. 0:3 (4:15, 2:15, 2:15).
12 января. 0:3 (7:15, 4:15, 2:15).
 «Славия» (Братислава) —  «Пари ЮК» (Париж)
.. января. 3:0 (15:12, 15:9, 15:3).
11 января. 3:0 (15:2, 15:8, 15:11).

## Финал четырёх
12—14 февраля 1982.  Равенна.
Участники:
 ЦСКА «Септемврийско Знаме» (София)

 «Старлифт» (Ворбург)

 «Динамо» (Москва)

 «Славия» (Братислава)

### Результаты
| М | Команда                            | 1   | 2   | 3   | 4   | И | В | П | С/П | О |
| - | ---------------------------------- | --- | --- | --- | --- | - | - | - | --- | - |
| 1 | ЦСКА «Септемврийско Знаме» (София) |     | 3:1 | 3:2 | 3:1 | 3 | 3 | 0 | 9:4 | 6 |
| 2 | «Динамо» (Москва)                  | 1:3 |     | 3:1 | 3:0 | 3 | 2 | 1 | 7:4 | 5 |
| 3 | «Славия» (Братислава)              | 2:3 | 1:3 |     | 3:0 | 3 | 1 | 2 | 6:6 | 4 |
| 4 | «Старлифт» (Ворбург)               | 1:3 | 0:3 | 0:3 |     | 3 | 0 | 3 | 1:9 | 3 |

|        |                                     |     |         |        |        |        |        |
|        |                                     |     |         |        |        |        |        |
| 12.02. | Динамо — Старлифт                   | 3:0 | (15:6,  | 15:7,  | 15:7)  |        |        |
| 12.02. | ЦСКА Септемврийско Знаме — Славия   | 3:2 | (10:15, | 10:15, | 15:2,  | 15:10, | 15:10) |
| 13.02. | ЦСКА Септемврийско Знаме — Старлифт | 3:1 | (15:8,  | 11:15, | 15:8,  | 15:7)  |        |
| 13.02. | Динамо — Славия                     | 3:1 | (15:11, | 13:15, | 15:9,  | 15:7)  |        |
| 14.02. | Славия — Старлифт                   | 3:0 | (15:6,  | 15:7,  | 15:7)  |        |        |
| 14.02. | ЦСКА Септемврийско Знаме — Динамо   | 3:1 | (13:15, | 15:8,  | 16:14, | 16:14) |        |

### Итоги

#### Положение команд
| ЦСКА «Септемврийско Знаме» (София) |
| «Динамо» (Москва)                  |
| «Славия» (Братислава)              |
| 4. «Старлифт» (Ворбург)            |

#### Призёры
ЦСКА «Септемврийско Знаме» (София): Верка Стоянова, Румяна Каишева, Ваня Манова, Майя Стоева, Мила Рангелова, Валентина Харалампиева, Росина Гуджева, ... Главный тренер — Верка Стоянова.
  «Динамо» (Москва): Людмила Базюк, Любовь Голованова, Людмила Жигилий, Марина Колосова, Ирина Маслова, Нина Мурадян, Бригита Ращевская, Надежда Федотова, ... Тренер — Михаил Омельченко.
  «Славия» (Братислава): Анна Мурова, Дана Цуникова, Эва Каролёва, Эва Старовецка, Хана Маречкова, Яна Трнкова, Яна Дейова, Яна Флешманова, Любица Варгова, Татьяна Заплеталова, Татьяна Роговска, Татьяна Лайчакова. Главный тренер — Йозеф Тиллеш.